# IBM PC/AT

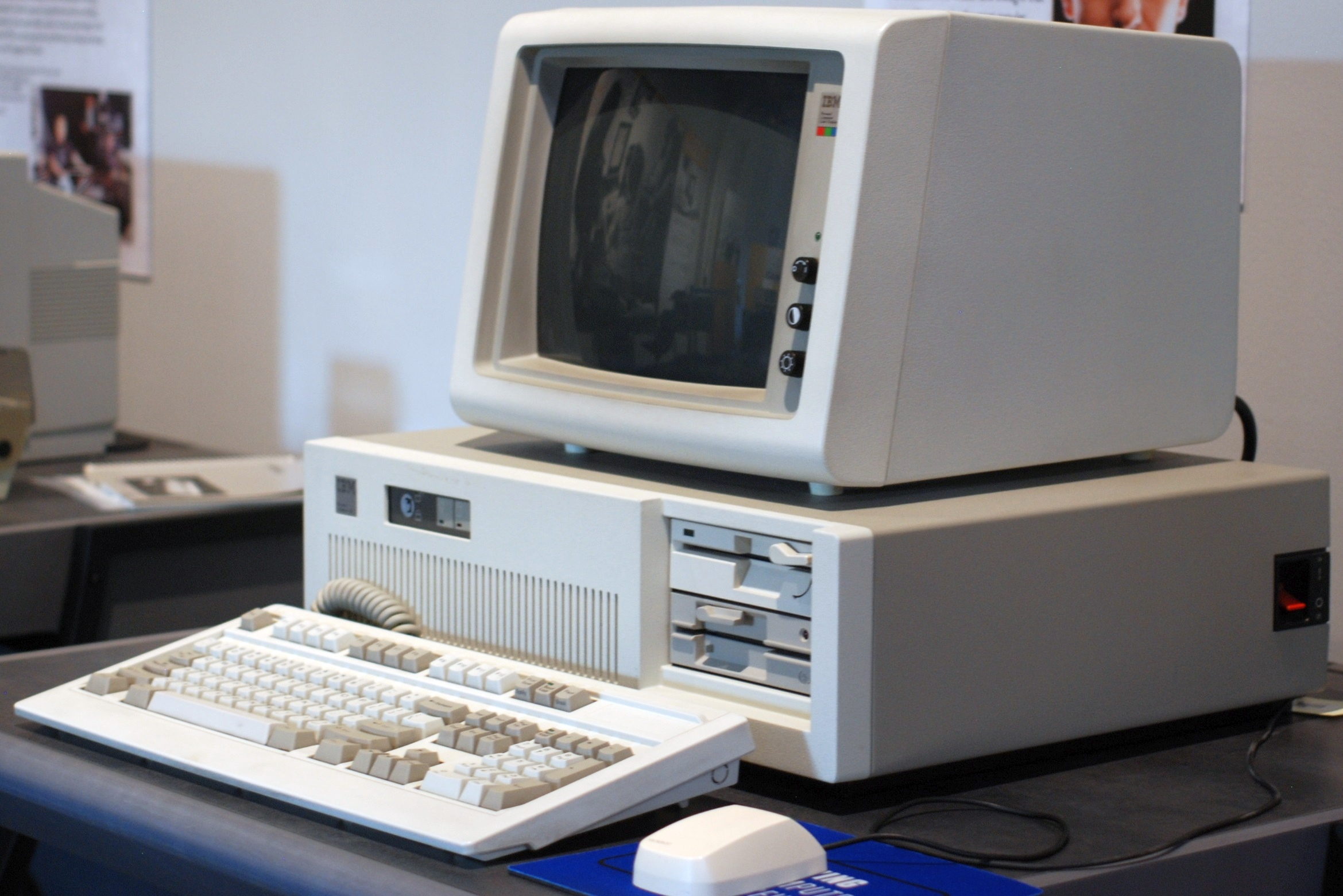
IBM PC/AT

IBM PC/AT (model IBM 5170) – komputer osobisty 3. generacji, klasy PC (ang. Personal Computer – komputer osobisty), stworzony przez firmę IBM. Oparty został na 16-bitowym mikroprocesorze Intel 80286, pracującym z zegarami 6 MHz,  później 8 MHz, i korzystający z 16-bitowej szyny ISA. Następca komputera IBM PC/XT.
AT jest skrótem od Advanced Technology (z ang. technologia zaawansowana). Komputery te zostały wprowadzone na rynek amerykański w sierpniu 1984 roku. W Polsce komputery tej klasy były sprzedawane do połowy lat 90. Następcą był IBM Personal System/2.
Komputery kompatybilne (tzw. klony) z tym modelem często zawierały inne procesory i pracowały przy innych częstotliwościach zegara taktującego. Nosiły one nazwy takie jak PC/AT 386 lub PC/AT 286 12 MHz.